# Frank van der Slot
Frank van der Slot (Vlaardingen, 9 mei 1995), ook wel Slotta genoemd, is een Nederlandse youtuber, voormalig e-sporter en presentator van de eDivisie.

## Carrière
Van der Slot was sinds januari 2017 competitief gamer. Vanaf januari 2017 kwam Van der Slot uit namens Sparta Rotterdam in de eDivisie. Van der Slot was hiermee de eerste e-sporter in de geschiedenis van Sparta Rotterdam.
Bij Sparta's degradatie in 2018 stopte ook Van der Slots carrière als e-sporter bij de Rotterdamse club. Sinds 2019 presenteert hij samen met onder andere Koen Weijland de eDivisie en voorziet hij dit wekelijks (in de periode oktober tot mei) van commentaar.  
In 2019 won Van der Slot de populariteitsprijs bij Creators FC, een team van online voetbalsterren. In 2020 was hij samen met Milo ter Reegen (bekend van YouTube-kanaal de Bankzitters) te gast bij Club Hub.  
Sinds 2021 interviewt Van der Slot voor verschillende voetbalorganisaties een aantal grote namen uit de voetbalwereld, zoals Antony Santos, Daley Blind, Noa Lang en Charles de Ketelaere. Daarnaast bracht hij in dat jaar het bordspel Kutfluencers uit. Een drankspel waarin een grote hoeveelheid influencers centraal staat. 
In 2022 presenteerde Van der Slot de Red Bull Fierste Ljepper. Sinds de zomer van dat jaar presenteert hij ook het programma Away From Keybord op NPO3. Hierbij oefent hij iedere aflevering, samen met een gast, een beroep uit waarin de gast ervaring heeft opgedaan tijdens het spelen van zijn favoriete game.  
Op zijn eigen kanaal op YouTube, waar Van der Slot voornamelijk voetbalspel FIFA speelt, heeft hij ruim 300.000 abonnees. Naast het spelen van FIFA maakt hij ook video's waarin humor centraal staat samen met Milo ter Reegen waarin zij reageren op bijvoorbeeld memes. 
Van der Slot deed mee aan het 5e seizoen van Legends of Gaming NL. Hij was de derde Mystery Legend en was de derde afvaller van dit seizoen. In het 7e seizoen van Legends of Gaming NL was opnieuw een van de Mystery Legends.
Vanaf november 2022 was Van der Slot voor korte tijd tussen 22.00 uur en middernacht te horen op radiozender SLAM!.

## Prestaties
- 10e plaats E-Divisie 2017-18 (XBOX One)
- 10e plaats E-Divisie 2016-17 (PS4 & XBOX One)
- 13e plaats Legends of Gaming NL, seizoen 5
- 4e plaats Legends of Gaming NL, seizoen 7